# Stazione di Lidda
La stazione di Lidda (in ebraico לוד‎?) è la principale stazione ferroviaria della storica ferrovia Giaffa-Gerusalemme e ai capolinea delle linee per Ascalona, Bersabea e Hedera.